# Coalport Bridge
Die Coalport Bridge führt die Coalport Road im Ort Coalport über den River Severn. Sie steht nahe Shrewsbury in Shropshire, England und etwa drei Kilometer flussabwärts der 1779 eröffneten Iron Bridge.

## Beschreibung
Die in ihrer gegenwärtigen Form 1818 errichtete Brücke hat nur eine Fahrspur und schmale Gehwege. Ihre Benutzung ist beschränkt auf Fahrzeuge mit einer Höhe von maximal 1,98 m (6 ft 6 in) und höchstens 3 t Gesamtgewicht, außerdem ist die Geschwindigkeit auf 16 km/h (10 mph) beschränkt.
Ihre in die Talhänge gebauten, gemauerten Widerlager führen dazu, dass die Straße den Fluss in einer Höhe von geschätzten acht bis neun Meter Höhe überqueren kann. Der etwa 48,8 m (160 ft) lange und 4,6 m  (15 ft) breite Fahrbahnträger wird durch die beiden am Ufer stehenden gemauerten Pfeiler und den gusseisernen, etwa 33 m weiten Bogen gestützt.
Der Bogen besteht aus fünf außergewöhnlich dünnen Bogenrippen, die aus jeweils zwei im Bogenscheitel miteinander verbundenen Gussteilen zusammengesetzt sind. Die Bogenrippen sind durch waagrechte, in Einkerbungen auf der Oberseite der Bogenrippen montierte Balken verbunden. Auf jedem Balken sind fünf dünne Stäbe montiert, die die Längsträger unter der Fahrbahnplatte stützen. Diese Stäbe sind jeweils durch diagonale und horizontale Querträger versteift. Am südlichen Ende des Bogens wird der Fahrbahnträger durch weitere schräge Stäbe gestützt, die oben nahe einer Verbindung zweier Gussteile der Längsträger montiert sind.
Der Fahrbahnträger war ursprünglich aus zwei Längsträgern und gusseisernen Platten zusammengesetzt, die ihm eine wellenförmige Kante gaben, auf der das gusseiserne Geländer montiert ist.
Im südlichen Widerlager ist ein örtlich als Donkey Shed (Eselstall) bezeichneter Raum eingebaut.

## Geschichte
Es gab an der Stelle eine erste, Preens Eddy Bridge genannte hölzerne Brücke mit zwei Bögen, die 1780 eröffnet wurde, aber schon nach fünf Jahren durch ein Hochwasser weggerissen wurde.
1799 wurde sie ersetzt durch eine der heutigen Brücke ähnlichen Konstruktion aus Gusseisen und Holz mit zwei gemauerten Pfeilern. Sie hatte nur drei Bogenrippen hatte anstelle der heutigen fünf. Als eine Rippe brach, wurde sie 1818 durch die heutige Brücke ersetzt.
2004 wurde die Brücke abgebaut und in der Werkstatt überholt. Dabei wurden die gusseisernen Platten des Fahrbahnträgers durch leichtere GFK-Platten ersetzt. 2005 wurde die Brücke an ihrem bisherigen Platz wieder eröffnet, allerdings mit den oben erwähnten Verkehrsbeschränkungen.
Die Coalport Bridge steht seit 1968 unter Denkmalschutz (Grade II*).